# Stefanie Löhr (Fußballspielerin, 1979)
Stefanie Löhr (* 18. Dezember 1979 in Lahnstein) ist eine ehemalige deutsche Fußballspielerin.

## Karriere
Stefanie Löhr begann ihre Karriere beim SC 07 Bad Neuenahr, bevor sie zum 1. FC Saarbrücken wechselte. Nach einem Jahr in Saarbrücken wechselte sie 2001 zum FCR 2001 Duisburg, von dem sie zwei Jahre später wieder ging. Von 2003 bis 2013 spielte sie bei der SG Essen-Schönebeck. Nach der Saison 2013/2014 beendete sie ihre aktive Karriere.